# (4905) Hiromi
(4905) Hiromi es un asteroide perteneciente al cinturón de asteroides, descubierto el 15 de mayo de 1991 por Atsushi Takahashi y el también astrónomo Kazuro Watanabe desde el Observatorio de Kitami, Hokkaidō, Japón.

## Designación y nombre
Designado provisionalmente como 1991 JM1. Fue nombrado Hiromi en honor a “Hiromi Takahashi” esposa de Atsushi Takahashi.

## Características orbitales
Hiromi está situado a una distancia media del Sol de 2,600 ua, pudiendo alejarse hasta 3,040 ua y acercarse hasta 2,160 ua. Su excentricidad es 0,169 y la inclinación orbital 12,42 grados. Emplea 1531 días en completar una órbita alrededor del Sol.

## Características físicas
La magnitud absoluta de Hiromi es 12,2. Tiene 8,374 km de diámetro y su albedo se estima en 0,212.